# Sulpice III d'Amboise
Sulpice III (mort en 1218) était le fils du seigneur Hugues II d'Amboise. Il posséda les mêmes seigneuries que son père.

## Biographie
En 1209 il fonda l'abbaye de Moncé et, en 1214, il fit don à ses religieuses du domaine du Clos Lucé. La même année, il permit au prieur de l’Ile Saint Jean d’Amboise de prendre en forêt de Chaumont-sur-Loire des pieux de bois vif pour protéger l’île contre l’inondation de la Loire. Décédé en 1218, il eut sa sépulture dans l'église Saint-Florentin.
De son mariage avec la comtesse Élisabeth de Chartres, fille de Thibaut V de Blois comte de Chartres et de Blois, naquirent deux enfants : Hugues, mort en bas âge, et Mahaut (ou Mathilde), qui suit.
Après sa mort en 1218, sa femme Élisabeth, morte en 1248 ou 1249, continua de prendre le titre de dame d'Amboise, bien que cette terre fût devenue la propriété de sa fille Mahaut, ensuite comtesse de Chartres, morte en 1256 sans postérité de ses deux mariages avec Richard II vicomte de Beaumont-au-Maine et Jean II de Soissons ou de Nesle, comte de Soissons.
Sa veuve, Élisabeth de Chartres, s'est remariée avec Jean II de Montmirail, vicomte et châtelain de Cambrai.